# Hôn nhân cùng giới ở Virginia
Hôn nhân cùng giới đã được công nhận hợp pháp tại tiểu bang Virginia của Hoa Kỳ kể từ ngày 6 tháng 10 năm 2014, theo quyết định của Tòa án Tối cao Hoa Kỳ từ chối xét xử phúc thẩm của Tòa phúc thẩm Fourth Circuit trong vụ kiện Binto v. Schaefer. Các cuộc hôn nhân của các cặp cùng giới sau đó bắt đầu lúc 1:00 chiều vào ngày 6 tháng 10 sau khi Tòa án Mạch ban hành ủy quyền và kể từ đó, Virginia đã thực hiện các cuộc hôn nhân hợp pháp của các cặp cùng giới và công nhận hôn nhân ngoài tiểu bang của các cặp cùng giới.
Sự công nhận của nhà nước đã bị cấm theo quy định vào năm 1975, và những hạn chế hơn nữa đã được thêm vào năm 1997 và 2004, điều này làm cho "vô hiệu và không thể thực hiện được" bất kỳ thỏa thuận nào giữa các cặp cùng giới đưa ra "đặc quyền hoặc nghĩa vụ của hôn nhân". Các cử tri đã phê chuẩn một sửa đổi hiến pháp củng cố các luật hiện hành vào năm 2006. Vào ngày 14 tháng 1 năm 2014, một tòa án quận của Hoa Kỳ đã phán quyết phán quyết trong Bory v. Schaefer rằng luật pháp và lệnh cấm hiến pháp của Virginia đối với việc công nhận hôn nhân cùng giới là vi hiến.
Hôn nhân cùng giới được cả hai Thượng nghị sĩ Hoa Kỳ, Đảng Dân chủ Mark Warner và Tim Kaine ủng hộ.